# Spränglista
Spränglista kallas en valsedel som har samma eller en snarlik partibeteckning som en annan, men där alla kandidater inte stöds av partimajoriteten. Tanken är att man skall få in sina kandidater genom att "spränga" in dem i partiets grupp vid valet. Begreppet används i Sveriges allmänna val, där man använder olika valsedlar för olika partier.
Andra syften kan vara valtekniska, i syfte att få ytterligare mandat. I parlamentsvalet i Italien 1924 ställde fascistpartiet upp med en ”ren” fascistlista vid sidan om den officiella ’’Lista Nazionale’’, ett valtekniskt samarbete mellan fascister, konservativa och liberaler. Då denna med hög sannolikhet förväntades få 2/3 av mandaten genom en mycket generös majoritetsbonus försäkrade den mindre spränglistan en förstärkt fascistisk majoritet.  

## Källhänvisningar
1. ↑  "spränglista". NE.se. Läst 17 september 2014.